# Малая Шестерня
Малая Шестерня (укр. Мала Шестірня) — село в Высокопольской поселковой общине Бериславского района Херсонской области Украины.
Почтовый индекс — 74030. Телефонный код — 5535.

## Население
Население по переписи 2001 года составляло 380 человек.

### Языковой состав
Родной язык населения по данным переписи 2001 года:
| Язык       | Численность, чел. | Доля     |
| ---------- | ----------------- | -------- |
| Украинский | 370               | 97,37 %  |
| Русский    | 10                | 2,63 %   |
| Итого      | 380               | 100,00 % |

## История
В ходе полномасштабного российского вторжения в Украину оккупировано российскими войсками в начале марта 2022 года.
Освобождено Вооружёнными силами Украины 31 марта того же года.